# Bokflikvinge
Bokflikvinge (Drymonia obliterata) är en fjärilsart som beskrevs av Eugen Johann Christoph Esper 1785. Bokflikvinge ingår i släktet Drymonia och familjen tandspinnare. Arten har ej påträffats i Sverige. Inga underarter finns listade i Catalogue of Life.

## Bildgalleri

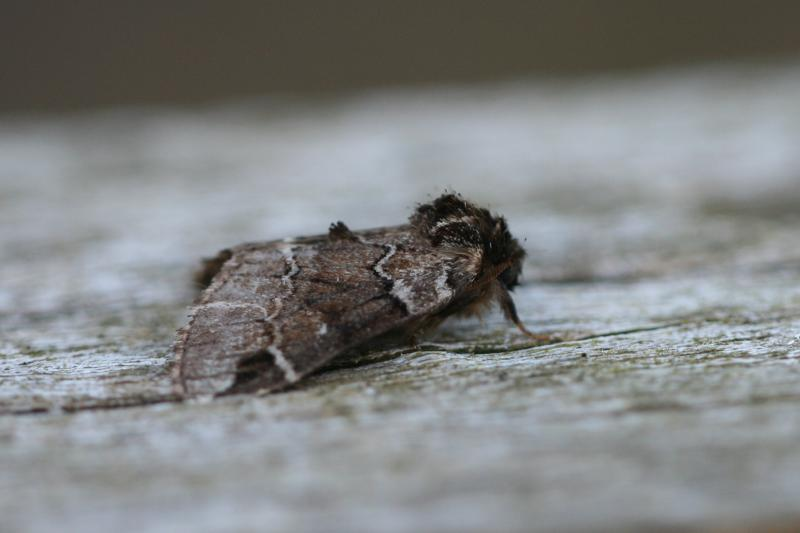
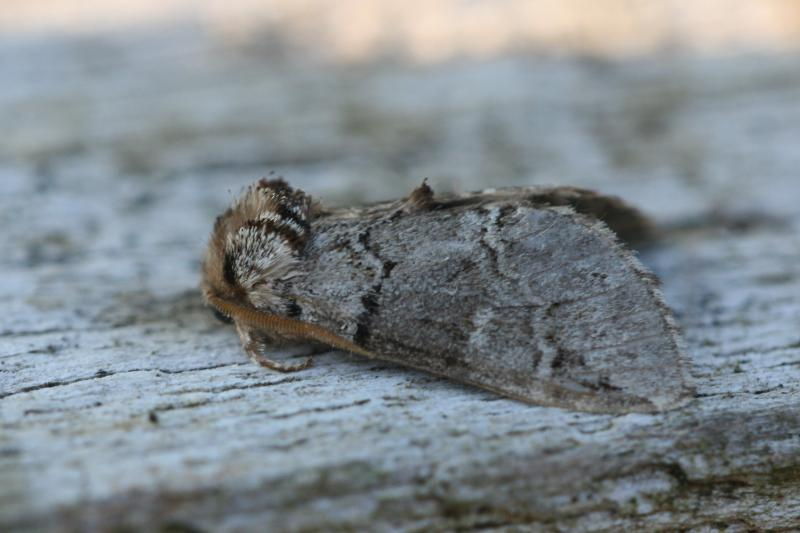